# جوناثان بوركارد
جوناثان مايكل بوكارد (بالألمانية: Jonathan Burkardt)‏ (وُلدَ 11 يوليو 2000) هو لاعب كرة قدم ألماني يلعبُ في مركز الهُجوم لنادي ماينتس 05.

## روابط خارجية
- جوناثان بوركارد على موقع قاعدة بيانات كرة القدم.إي يو (الإنجليزية)
- جوناثان بوركارد على موقع Soccerbase.com (لاعب) (الإنجليزية)
- جوناثان بوركارد على موقع Soccerway.com (الإنجليزية)
- جوناثان بوركارد على موقع عالم كرة القدم.نت (الإنجليزية)
- الملف الشخصي في DFB.de
- الملف الشخصي على kicker.de